# Landmannalaugar (source chaude)
Pour les articles homonymes, voir Landmannalaugar (homonymie).
Le Landmannalaugar, toponyme islandais signifiant littéralement en français « les bains chauds des gens du pays », est une source chaude d'Islande située dans le sud du pays, dans la région naturelle du Landmannalaugar à laquelle elle a donné son nom. L'eau jailli au pied de la Laugahraun, une coulée de lave qui réchauffe les eaux d'infiltration, et s'écoule directement dans un ru qui rejoint quelques dizaines de mètres plus loin la Námskvísl, affluent du fleuve Þjórsá via la Jökulgilskvísl et la Tungnaá. Les Islandais ont aménagé la source avec des murets de pierre, permettant de s'y baigner en modulant la température de l'eau et faisant ainsi du site un lieu de baignade naturelle populaire, notamment auprès des nombreux randonneurs qui terminent la Laugavegur.

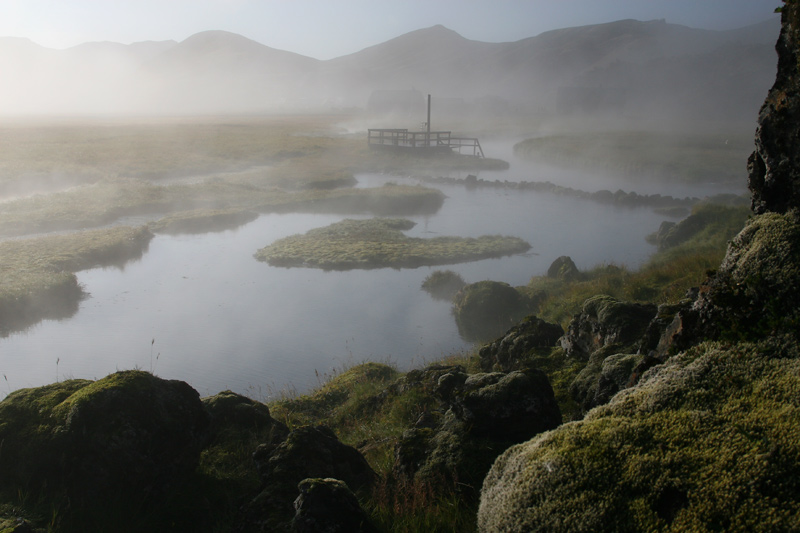
La source chaude vue depuis la Laugahraun.

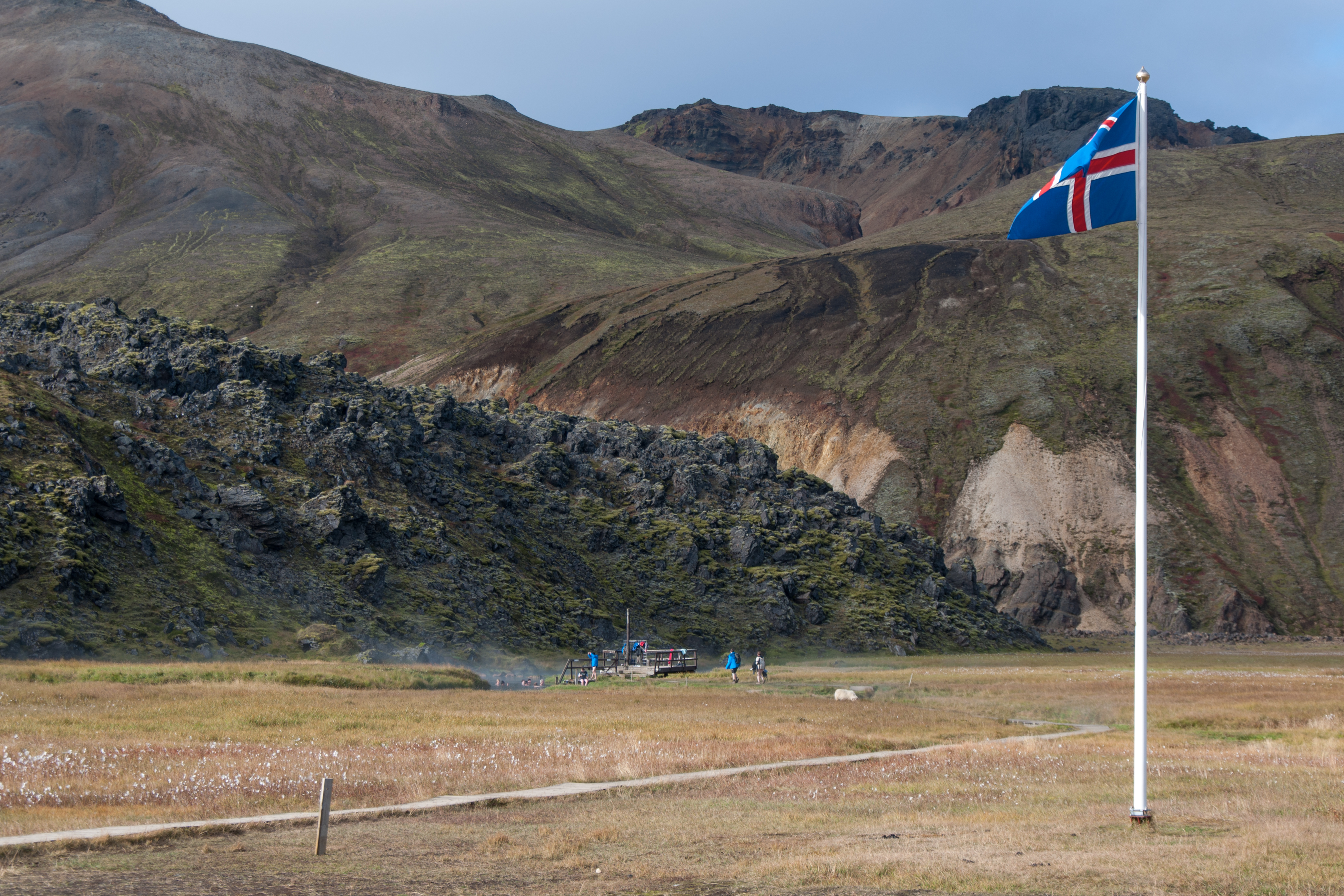
La source chaude au pied de la Laugahraun vue depuis le refuge du Landmannalaugar.